# Liste entwidmeter Kirchen in der Evangelischen Kirche im Rheinland
Die Liste entwidmeter Kirchen in der Evangelischen Kirche im Rheinland führt Kirchengebäude der Evangelischen Kirche im Rheinland auf, die entwidmet oder umgewidmet wurden. Sie wurden oder werden verkauft, umgebaut oder abgerissen.

## Liste
| Bild                       | Kirche                                      | Ort                                          | Baujahr        | entwidmet          | Nachnutzung |
| -------------------------- | ------------------------------------------- | -------------------------------------------- | -------------- | ------------------ | --- |
|                            | Arche                                       | Aachen-Gut Kullen Schurzelter Straße         |                | 2018               | Die Gemeinden der Arche und des Dietrich-Bonhoeffer-Hauses wurden zusammengelegt und gehören jetzt zur neu gebauten Genezareth-Kirche. Die Arche steht zum Verkauf an. |
|                            | Dietrich-Bonhoeffer-Haus                    | Aachen-Hanbruch Kronenberg 142               |                | 2018               | Die Gemeinden des Dietrich-Bonhoeffer-Hauses und der Arche wurden zusammengelegt und gehören jetzt zur neu gebauten Genezareth-Kirche. Das Dietrich-Bonhoeffer-Haus wurde verkauft und abgerissen. |
|                            | Dreifaltigkeitskirche                       | Aachen                                       | 1897–1899      | (2006)             | Seit Ende 2015 ist die Dreifaltigkeitskirche nach umfangreichen Renovierungsarbeiten als Junge Kirche Aachen wieder in Betrieb, dort finden nun Gottesdienste und andere Veranstaltungen für Jugendliche und junge Erwachsene statt. Durch den Verkauf der Klais-Orgel im Jahr 2009 steht jedoch keine adäquate Orgel zur Begleitung dieser Gottesdienste zur Verfügung. |
|                            | Erlöserkirche                               | Aldenhoven-Siersdorf                         | 1961/62        | 2019               | am 30. März 2019 entwidmet |
|                            | Wilhelmskirche                              | Bad Kreuznach                                | 1698–1700      | ≈ 1968             | größtenteils abgerissen, der erhaltene Turm beherbergt seit 1983 technische Einrichtungen der Sparkasse |
|                            | Gnadenkirche                                | Baesweiler-Setterich                         | 1958           | 2019               | am 30. Juni 2019 entwidmet |
|                            | Versöhnerkirche                             | Bergneustadt                                 | 1966           | 2017               | 1966 eingeweiht, am 9. Juli 2017 entwidmet, 2020 von der Koptisch-orthodoxen Kirche erworben |
|                            | Evangelische Kapelle                        | Bergneustadt-Neuenothe                       |                | 2013               | [ 4 ] |
|                            | Auferstehungskirche                         | Bergneustadt-Pernze                          |                | 2008               | Nachnutzung als christliches Trauerhaus durch einen örtlichen Bestatter |
|                            | Martin-Bucer-Haus                           | Bonn                                         |                |                    | verkauft |
|                            | Martin-Luther-Kirche                        | Bornheim-Walberberg                          | 1969           | 2021               | entwidmet |
|                            | Johanneskirche                              | Brühl                                        |                | 2021               | Im Januar 2021 entwidmet. Im selben Jahr mit Ausnahme des Glockenturms abgerissen. |
|                            | Lutherkirche                                | Dinslaken-Lohberg                            | 1954           | 2019               | 2019 entwidmet, 2024 abgerissen |
|                            | Johanneskirche                              | Dormagen-Hackenbroich                        |                | 2009               | 2013 abgerissen |
|                            | Markuskirche                                | Dormagen-Horrem                              |                | 2006               | an Diakonisches Werk verkauft, abgerissen, auf dem Grundstück Seniorenzentrum erbaut |
| Bruderkirche Bilk          | Bruderkirche                                | Düsseldorf-Bilk                              | 1970           | 2020               | Abriss 2020 und anschließender Neubau von Wohnungen |
| Jakobuskirche              | Jakobuskirche                               | Düsseldorf-Eller                             | 1963           | 2018               | entwidmet, wird zur Kindertagesstätte umgebaut |
| Jakobuskirche              | Calvinkirche                                | Düsseldorf-Flingern                          | 1963           | 2002               | 2002 an Freikirche verkauft |
|                            | Apostelkirche                               | Düsseldorf-Gerresheim                        | 1960           | 2010               | abgerissen |
|                            | Gnadenkirche                                | Düsseldorf-Gerresheim                        |                | 2010               | abgerissen |
| Lukaskirche                | Lukaskirche                                 | Düsseldorf-Lierenfeld                        | 1957           | 2018               | entwidmet, wird zum Jugendzentrum umgebaut |
|                            | Philippuskirche                             | Düsseldorf-Lörick                            | 1964           | 2019               | abgerissen |
|                            | Dankeskirche                                | Düsseldorf-Mörsenbroich                      | 1950           | 1960               | Notkirche, 1960 abgerissen und an anderer Stelle durch die Thomaskirche ersetzt |
|                            | Thomaskirche                                | Düsseldorf-Mörsenbroich                      | 1960           | 2020 (1. November) | entwidmet, soll abgerissen werden |
|                            | Pauluskirche                                | Düsseldorf-Unterrath                         | 1952           | 2017               | Umbau in Wohnhaus |
| Heilig Geist Kirche        | Heilig-Geist-Kirche                         | Düsseldorf-Urdenbach                         | 1966           | 2020               | entwidmet |
|                            | Evangelische Kirche Bissingheim             | Duisburg-Bissingheim                         | 1935           | 2014               | an einen Pflegedienst verkauft |
|                            | Evangelische Kirche Homberg („Rheinkirche“) | Duisburg-Homberg                             | 1895           | 2016               | seit 2022 Nutzung als Kolumbarium |
|                            | Emmaushaus                                  | Duisburg-Mündelheim                          | 1983           | 2009               | 2009 an einen Pflegedienst verkauft |
|                            | Evangelische Kirche Laar                    | Duisburg-Laar                                | 1907           | 2014               | 2019 verkauft, Umbau für Kulturveranstaltungen geplant kirche-koeln.de |
|                            | Evangelische Kirche Untermeiderich          | Duisburg-Untermeiderich                      | 1983           | 2018               | Verkauf geplant |
|                            | Apostel-Paulus-Kirche                       | Elsdorf-Heppendorf                           | 1982           | 2025               | Am 6. Juli 2025 entwidmet |
|                            | Evangelisches Gemeindezentrum Friesheim     | Erftstadt-Friesheim                          | 1983           | 2024               | Im September 2024 entwidmet |
|                            | Friedenskirche                              | Eschweiler-Pumpe-Stich                       | 1963           | 2015               | Entwidmung 25. Mai 2015, 2021 abgerissen |
|                            | Trinitatiskirche                            | Essen-Altenessen                             | 1954           | 2005               | abgerissen |
|                            | Kirche Auf’m Böntchen                       | Essen-Frillendorf                            | 1959           | 2018               | abgerissen |
|                            | Versöhnungskirche                           | Essen-Rüttenscheid                           | 1964           | 2021               | Abriss geplant |
|                            | Kirche am Erlenkampsweg                     | Essen-Stoppenberg                            | 1957           | 2018               | umgebaut zum Evangelischen Jugendhaus Nord |
|                            | Lutherkirche                                | Essen-Frohnhausen                            | 1882           | 2009               | Umbau zu Kindertagesstätte und Wohnhaus |
|                            | Lukaskirche                                 | Essen-Holsterhausen                          | 1961           | 2008               | Nachnutzung mit Kindertagesstätte, Wohnungen, Büro- und Praxisräumen |
|                            | Neue Pauluskirche                           | Essen-Huttrop                                | 1959           | 2007               | Nachnutzung als Seniorenzentrum |
|                            | Kirche Neuhof                               | Essen-Katernberg                             | 1960           | 2011               | abgerissen |
|                            | Gnadenkirche                                | Essen-Nordviertel                            | 1959           | 2002               | 2008 abgerissen bis auf den Turm |
|                            | Alte Kirche Buschbell                       | Frechen-Buschbell                            | 1741–1742      | 2006               | ehemalige römisch-katholische Pfarrkirche, in den 1980er Jahren von der evangelischen Gemeinde erworben, seit 2006 „Begegnungszentrum der Gold-Kraemer-Stiftung Kirche Alt St. Ulrich“ |
| Ostkirche                  | Evangelische Ostkirche                      | Goch-Pfalzdorf                               | 1779           | 2020               | wurde an einen Förderverein verkauft, Nachnutzung offen. |
| Ostkirche                  | Emmauskirche                                | Gymnich                                      | 1982           | 2024               | am 3. November 2024 entwidmet |
|                            | Evangelische Kirche                         | Sulzbach-Hühnerfeld                          | 1936           | 2020               | bisher nicht entwidmet, nur stillgelegt weitere Nutzung offen. |
|                            | Evangelische Kirche Heimbach                | Heimbach (Eifel)                             | 1985           | 2023               | wird von der Stiftung Evangelisches Altenheim Gemünd als Veranstaltungsort und Begegnungsstätte betrieben, Gottesdienste finden weiterhin statt. |
|                            | Erlöserkirche                               | Heinsberg-Oberbruch                          | 1964           | 2018               | [ 37 ] |
|                            | Nathan-Söderblom-Kirche                     | Hürth-Kendenich                              | 1973           | 2008               | Nachnutzung als Tanzstudio |
|                            | Dankeskirche                                | Hürth-Knapsack                               | 1951           | 1975               | Schließung wegen Umsiedlung des Ortes Knapsack. 1976 abgerissen. |
|                            | Trinitatiskirche                            | Hückelhoven-Hilfarth                         | 1959           | 2024               | |
| Hückelhoven Friedenskirche | Friedenskirche                              | Hückelhoven-Ratheim                          | 1961           | 2021               | entwidmet und zum Jugend- und Gemeindezentrum umgebaut |
|                            | Johanniskirche                              | Hückeswagen                                  | 1836           | 2012               | Weiternutzung als Kolumbarium |
|                            | Evangelische Kirche                         | Illingen (Saar)-Hosterhof                    | 1963           | 2010               | Filialkirche der Ev. Kirche Uchtelfangen; 2010 entwidmet und seitdem Sitz der Illinger Tafel; Weigle-Positiv nun in der Ev. Kirche Heiligenwald |
|                            | Martin-Luther-Kapelle                       | Kevelaer-Winnekendonk                        | 1951           | 2007               | 1951 in Kevelaer an der Brunnenstraße eingeweiht, um 1960 nach Winnekendonk versetzt, 2007 geschlossen und abgerissen |
|                            | Evangelische Kirche                         | Kleinblittersdorf                            | ≈ 1970er Jahre | 2012               | Nachnutzung als privater Box-Trainingsraum |
|                            | Erlöserkirche                               | Kleinblittersdorf-Rilchingen-Hanweiler       | 1934           | 2020               | verkauft an privat |
|                            | Auferstehungskirche                         | Kleve-Kellen                                 | 1966           | 2020               | entwidmet, Gebäude soll erhalten werden |
|                            | Kreuzkirche                                 | Köln                                         | 1913           | 2006               | seit 2010 DJH-Backpacker-Jugendherberge |
|                            | Jeremiahaus                                 | Köln                                         | 1964           | 2006               | |
|                            | Markuskirche                                | Köln-Bickendorf                              |                | 1998               | Nachnutzung durch die methodistische Gemeinde |
|                            | Auferstehungskirche                         | Köln-Buchforst                               | 1967           | 2005               | Nachnutzung als Begegnungszentrum |
|                            | Jesus-Christus-Kirche                       | Köln-Esch                                    | 1966           | 2018 (5. November) | Im April 2020 abgerissen |
|                            | Lukaskirche                                 | Köln-Flittard                                | 1959           | 2009               | abgerissen |
|                            | Matthäuskirche                              | Köln-Gremberghoven                           | 1958           | 2016               | abgerissen |
|                            | Evangelisches Gemeindezentrum Magnet        | Köln-Heimersdorf                             | 1966           | 2017               | abgerissen |
|                            | Lutherkapelle                               | Köln-Longerich                               | 1933           | 2010               | Nachnutzung durch die äthiopisch-orthodoxe Gemeinde. |
|                            | Philipp-Nicolai-Kirche                      | Köln-Mauenheim                               | 1964           | 2022               | im Juni 2022 entwidmet und im November abgerissen, Orgel in Kirchenneubau in Köln-Weidenpesch überführt |
|                            | Andreas-Kirche                              | Köln-Merkenich                               | 1968           | 2023               | im Mai 2023 entwidmet |
|                            | Thomaskirche                                | Köln-Meschenich                              | 1981           | 2021               | Nachnutzung zu diakonischen Zwecken |
|                            | Petrikirche                                 | Köln-Niehl                                   | 1964           | 2023               | Abriss und als Ersatz Wohnbebauung mit Gemeinderäumen geplant |
|                            | Gnadenkirche                                | Köln-Mülheim                                 | 1964           | 1997               | Umbau zu einem Kindergarten |
|                            | Dreifaltigkeitskirche                       | Köln-Ossendorf                               | 1963           | 2019 (24. März)    | [ 52 ] [ 53 ] |
|                            | Dietrich-Bonhoeffer-Haus                    | Köln-Stammheim                               | 1969           | 2012               | abgerissen |
|                            | Paul-Gerhardt-Haus                          | Köln-Vingst                                  | 1964           | 2013               | entwidmet und zu Wohnungen umgebaut |
|                            | Kreuzkirche                                 | Krefeld-Oppum                                | 1936           | 2008               | entwidmet, nach Umbau seit 2020 als Jugendzentrum genutzt |
|                            | Johanneskirche                              | Langenfeld                                   | 1954           | 2017               | Abriss. Durch Neubau des Johanneszentrums ersetzt, Wohngebäude mit verkleinerten Gemeinderäumen |
|                            | Paul-Gerhardt-Kirche                        | Leverkusen-Rheindorf                         | 1966           | 2006               | abgerissen |
|                            | Lukas-Kirche                                | Leverkusen-Rheindorf                         | ≈ 1950         | 2005               | abgerissen |
|                            | Evangelisches Gemeindezentrum               | Leverkusen-Alkenrath                         | 1959           | 2010               | [ 58 ] |
|                            | Johanneskirche                              | Leverkusen-Manfort                           | 1954           | 2020               | 2020 entwidmet, Kindergarten geplant |
|                            | Rogatekirche                                | Lindlar-Frielingsdorf                        | 1965           | 2006               | [ 60 ] |
|                            | Evangelische Kapelle                        | Marienheide-Kempershöhe                      | 1953           | 2006               | verkauft, seit 2008 Nutzung als Bergisches Drehorgelmuseum |
|                            | Evangelischer Betsaal Geneicken             | Mönchengladbach-Geneicken                    | um 1900        | 1977               | verkauft, zu Wohnungen umgebaut, Dachreiter mit Glocke entfernt |
|                            | Friedenskirche                              | Mönchengladbach-Rheydt                       | 1866           | 1998               | 1999–2001 zu Wohnungen umgebaut |
|                            | Paulikirche                                 | Mülheim an der Ruhr                          | 1881           | 1971               | abgerissen |
|                            | Evangelische Kirche                         | Namborn-Hofeld-Mauschbach                    | 1960           | 2019               | Filialkirche der Ev. Kirchengemeinde St. Wendel; im Mai 2019 entwidmet |
|                            | Pauluskirche                                | Neunkirchen (Saar)                           | 1956           | 2015               | Umnutzung durch die koptische Gemeinde |
|                            | Friedenskirche                              | Neunkirchen (Saar)                           | 1959           | 2015               | Abriss geplant |
|                            | Evangelische Kirche                         | Neunkirchen (Saar)-Kohlhof                   | 1960           | 2015               | verkauft an privat, ab 2022 Tanzsaal |
|                            | Johanneskirche                              | Neuwied                                      | 1951           | 2013               | Nachnutzung durch Erweiterung des benachbarten evangelischen Kindergartens |
|                            | Evangelische Kirche                         | Oberthal-Steinberg-Deckenhardt               | 1962           | 2007               | Nachnutzung durch den Musikverein |
|                            | Evangelische Kirche                         | Ottweiler-Mainzweiler                        | 1967           | 2016 (06. 10.)     | |
|                            | Versöhnungskirche                           | Overath                                      | 1951           | 2017               | im Juli 1951 als Bartning-Notkirche an der Kapellenstraße in Overath eingeweiht, Ostersonntag 2017 Entwidmungsgottesdienst, 2017 von Overath in das LVR-Freilichtmuseum nach Kommern versetzt, dort 2019 wieder eröffnet. |
|                            | Auferstehungskirche                         | Püttlingen                                   | 1959           | 2012 (12. 02.)     | |
|                            | Evangelische Kirche                         | Quierschied                                  | 1958           | 2010               | 2014 verkauft |
|                            | Friedenskirche                              | Quierschied-Göttelborn                       | 1967           | 2011               | |
| Kirche Krähwinklerbrücke   | Kirche an der Kräwinklerbrücke              | Remscheid-Kräwinklerbrücke                   | 1953           | 2023               | entwidmet Mai 2023, Nachnutzung noch nicht geklärt |
|                            | Schlosskirche                               | Saarbrücken                                  |                | ≈ 1980             | bis in die 1980er Jahre genutzt, 1993 verkauft, seit 2004 Museum für Sakralkunst |
|                            | Stumm-Kirche                                | Saarbrücken-Brebach-Fechingen                | 1882           | ≈ 1973             | Nachnutzung als privater Schafstall und Lagerhalle |
|                            | Markuskirche                                | Saarbrücken-Füllengarten                     | 1965           | 2007               | zum Tanzsaal umgebaut |
|                            | Evangelische Kirche                         | Saarbrücken-Rußhütte                         | 1937           | 2025               | Verkauf geplant. |
|                            | Evangelische Kirche                         | Schleiden-Harperscheid                       | 1865           | 2020               | soll verkauft werden |
|                            | Evangelische Kirche                         | St. Wendel-Oberlinxweiler                    | 1962           | 2014               | 2017 abgerissen |
|                            | Christuskirche                              | Trier-Heiligkreuz                            | 1963           | 2014               | verkauft, 2015 bis auf den Turm abgerissen, Wohnbebauung auf dem Grundstück geplant |
|                            | Kreuzkirche                                 | Übach-Palenberg-Boscheln                     | 1953           | 2011               | verkauft an die Evangelisch-freikirchliche Gemeinde |
|                            | Evangelische Auferstehungskirche            | Übach-Palenberg-Marienberg                   | 1953           | 2014               | |
|                            | Kirche im Siepen                            | Velbert-Neviges                              | 1963           | 2018               | verkauft |
|                            | Dietrich-Bonhoeffer-Zentrum                 | Viersen-Rahser                               |                | 2004               | [ 73 ] |
|                            | Evangelische Kirche                         | Völklingen-Röchlinghöhe                      | 1980           | 2011               | zum Verkauf angeboten |
|                            | Lutherhaus                                  | Wesel                                        | 1729           |                    | Nutzung als Beratungszentrum des Diakonischen Werks und als Veranstaltungsstätte |
|                            | Dankeskirche                                | Wesseling-Urfeld                             | 1958–1959      | 2019               | entwidmet am 30.06.2019, Nachnutzung durch Siebenten-Tags-Adventisten mit Erbbaurecht |
|                            | Jakobskirche                                | Würselen-Bardenberg                          |                | 2000               | an serbisch-orthodoxe Kirche verkauft |
|                            | Hatzfelder Kirche                           | Wuppertal-Barmen                             | 1963           | 2017               | verkauft |
|                            | Alte Kirche Wupperfeld                      | Wuppertal-Barmen                             | 1779–1785      | 2017               | verkauft |
|                            | Trinitatiskirche                            | Wuppertal-Elberfeld (Wohnquartier Arrenberg) | 1876–1878      | 1999               | Nachnutzung als Ausstellungsraum eines Instrumentenhändlers |
|                            | Matthäuskirche                              | Wuppertal, Uellendahl                        |                | 2015               | verkauft und Umbau zum Photoatelier |
|                            | Philippuskirche                             | Wuppertal, Uellendahl                        |                | 2021               | |
|                            | Immanuelskirche                             | Wuppertal-Oberbarmen                         | 1869           | 1984               | verkauft, Nachnutzung als Konzertsaal |
|                            | Markuskirche                                | Wuppertal-Lüntenbeck                         | 1953           | 2013               | 2017 an eine Tanzschule verkauft |
|                            | lutherische Kapelle Uellendahler Str.       | Wuppertal, Uellendahl                        |                | ca. 1960           | Weiternutzung als griechisch-orthodoxe Kirche |
|                            | Gemeindezentrum Hahnerberg                  | Wuppertal-Hahnerberg                         |                | 1989               | |
| Kirche am Bremkamp         | Kirche am Bremkamp                          | Wuppertal-Vohwinkel                          | 1959           | 2008               | letzter Gottesdienst 2008, 2020 abgerissen |